# Ralf Parland
Ralf Thomas Friedrich Parland, född 21 juni 1914 i Viborg, Finland, död 22 maj 1995 i Stockholm, var en finlandssvensk författare, översättare och musikskribent. Han var yngre bror till Henry Parland och Oscar Parland.
Parland debuterade 1934 med Dusch, ett antal prosanoveller som präglas av fantasteri och språklig förtjusning. Trots ytterligare prosaverk är det som modernistisk lyriker han varit mest framstående. Parland var från 1948 bosatt i Sverige och först gift med Eva Wichman, med vilken han hade en son, därefter med Heli Gestrin och sedan med Helga Henschen. Han är begravd på Skogskyrkogården i Stockholm.

### Översättningar (urval)
- Valeriu Marcu: Machiavelli: renässansmänniskan och maktfilosofen (Machiavelli, die Schule der Macht) (Natur & Kultur, 1939)
- Illés Kaczér: Svart blir aldrig vitt (Pao) (Fritzes, 1941). Utg. i Finland med titeln Svart erotik
- Johann Wolfgang von Goethe: Den unge Werthers lidanden (Die Leiden des jungen Werthers) (Tiden, 1949)
- Carl Pidoll: Sista symfonin: roman om Beethoven (Verklungenes Spiel) (Natur & Kultur, 1955)
- Norbert Kunze: Den sista bron (Die letzte Brücke) (översatt tillsammans med Brita Edfelt, Natur & Kultur, 1965)
- Robert Musil: Tre kvinnor (Drei Frauen) (Tiden, 1966)
- Esther Vilar: Den dresserade mannen (Der dressierte Mann) (Askild & Kärnekull, 1972)
- Reima Kampman: Du är inte ensam: en undersökning av människans sidopersoner (Et ole yksin) (Askild & Kärnekull, 1976)
- Daniel Katz: Orvar Kleins död (Orvar Kleinin kuolema) (Rabén & Sjögren, 1978)
- Peter Rosei: Utanför (Von hier nach dort) (Rabén & Sjögren, 1980)
- Eeva Kilpi: Tamara (Tamara) (Fripress, 1985)

## Priser och utmärkelser
- 1966 – Sveriges Radios Lyrikpris
- 1989 – Ferlinpriset